# Buxheim (Bassa Algovia)
Buxheim è un comune tedesco di 2 987 abitanti, situato nel land della Baviera.

## Monumenti e luoghi d'interesse
- Priorato di Buxheim. La cittadina è notamente conosciuta grazie all'antico e potente monastero cistercense. Costruito a partire dal 1230. Nel XVIII secolo, in piena Controriforma venne notevolmente ricostruito e ristrutturato secondo le nuove concezioni stilistiche. Rappresenta oggi un grande capolavoro dell'Architettura barocca, secondo lo stile Rococò bavarese, in Germania. I lavori vennero eseguiti dal grande architetto Dominikus Zimmermann.
- Parrocchiale dei Santi Pietro e Paolo. Costruita da Dominikus Zimmermann nella prima metà del XVIII secolo.